# Sławomir Piechota
Sławomir Jan Piechota (ur. 1 stycznia 1960 w Tomaszowie Mazowieckim) – polski prawnik, polityk, poseł na Sejm V, VI, VII, VIII i IX kadencji.

## Życiorys

### Wykształcenie i działalność zawodowa
W wieku 12 lat uległ wypadkowi, na skutek którego został częściowo sparaliżowany i zmuszony do poruszania się na wózku inwalidzkim. Ukończył szkołę zawodową dla niepełnosprawnych w zawodzie elektromechanika, kształcił się następnie w liceach ogólnokształcących w Warszawie i we Wrocławiu.
Odbył następnie studia prawnicze na Wydziale Prawa Uniwersytetu Wrocławskiego, uzyskał uprawnienia radcy prawnego. W latach 80. pracował w Komitecie Ochrony Praw Dziecka. W latach 1990–1993 był pełnomocnikiem wojewody wrocławskiego ds. osób niepełnosprawnych. Zasiadał też w radzie nadzorczej Państwowego Funduszu Rehabilitacji Osób Niepełnosprawnych.

### Działalność polityczna
W latach 1994–2005 zasiadał w radzie miejskiej Wrocławia, w której pełnił m.in. funkcję przewodniczącego. Od 1999 do 2002 był członkiem zarządu miasta ds. polityki społecznej. Po raz pierwszy do rady został wybrany z listy Wrocławskiego Komitetu Obywatelskiego. W latach 1997–2001 należał do Unii Wolności.
W 2005 z listy Platformy Obywatelskiej został wybrany na posła V kadencji w okręgu wrocławskim. W styczniu 2006 w gabinecie cieni PO został rzecznikiem odpowiedzialnym za politykę społeczną.
W wyborach parlamentarnych w 2007 po raz drugi uzyskał mandat poselski, otrzymując 13 345 głosów. W Sejmie VI kadencji został przewodniczącym Komisji Polityki Społecznej i Rodziny, członkiem Komisji Ustawodawczej, a także wiceprzewodniczącym Parlamentarnego Zespołu ds Współpracy z Organizacjami Pozarządowymi. W wyborach samorządowych w 2010 kandydował na prezydenta Wrocławia, zajmując 2. miejsce z wynikiem 11,01% głosów. W wyborach do Sejmu w 2011 z powodzeniem ubiegał się o reelekcję, dostał 11 750 głosów.
W 2015 po raz kolejny został wybrany do niższej izby polskiego parlamentu z wynikiem 5959 głosów. W Sejmie VIII kadencji został przewodniczącym Komisji do Spraw Petycji oraz członkiem Komisji Polityki Społecznej i Rodziny. W wyborach w 2019 z powodzeniem ubiegał się o poselską reelekcję z ramienia Koalicji Obywatelskiej, otrzymując 14 844 głosy. Nie kandydował w kolejnych wyborach w 2023. W 2024 uzyskał mandat radnego Sejmiku Województwa Dolnośląskiego VII kadencji, otrzymując 31 026 głosów.

## Odznaczenia i wyróżnienia
W 2003 jako pierwszy otrzymał tytuł „Człowieka bez barier” w plebiscycie TVP i Stowarzyszenia Przyjaciół Integracji. W 2003, za zasługi w działalności na rzecz osób niepełnosprawnych, został odznaczony Srebrnym Krzyżem Zasługi. W 2015 został laureatem Nagrody Rzecznika Praw Obywatelskich im. dra Macieja Lisa. W 2018 otrzymał Odznakę Honorową za Zasługi dla Ochrony Praw Dziecka. W 2024 wyróżniony Medalem za Wybitne Zasługi dla Rozwoju Politechniki Wrocławskiej.